# František (kadidlo)

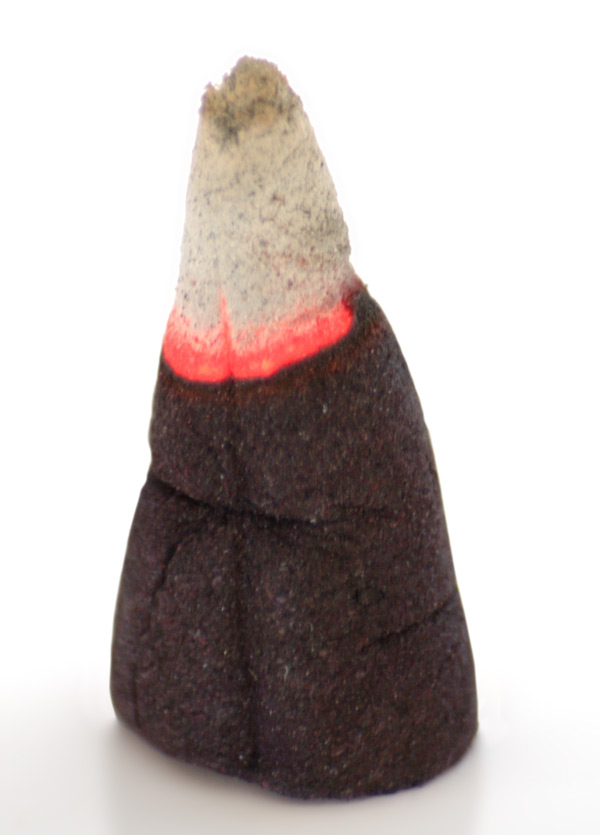
Hořící františek

František je označení pro vonný kužel zapalovaný o Vánocích, např. v Česku. Jedná se o pálené dřevěné uhlí – často se používá lípové. Dřevěné uhlí se namele a přidá se k němu kadidlo (olibanum) – pryskyřice z kadidlovníku pravého (Boswellia sacra), které dodává hořícímu františku charakteristickou vůni.
Tradice pálení vonných františků pochází z česko-německého pohraničí, především z Krušnohoří, a je stará cca 300 let. Její kořeny ovšem sahají podstatně hlouběji až do archaických dob, kdy se vykuřovaly a očišťovaly příbytky na přelomu starého a nového roku.
Původ pojmenování františek není zcela jasný: vykládá se jako obměna anglického frankincense („kadidlo“), které pochází ze starofrancouzského franc encens („čisté, ryzí kadidlo“) pocházející z latinského incēnsum („to, co je zapálené“);, avšak přímý přenos z angličtiny je málo pravděpodobný a přenos prostřednictvím jiného jazyka je nejistý; Jiří Rejzek se tak přiklání k tomu, že se jedná o původní české pojmenování motivované tvarem připomínajícím mnišskou kapuci františkánů.